# The Many Faces of Art Farmer
The Many Faces of Art Farmer è un album di Art Farmer, pubblicato dalla Scepter Records nel 1964. I brani furono registrati a New York nel 1964.

## Tracce
Lato A
1. Happy Feet – 4:39 (Tom McIntosh)
2. Hyacinth – 5:00 (Dennis Sandole)
3. Ally – 6:46 (Tom McIntosh)

Lato B
1. Minuet in G – 5:00 (Tom McIntosh)
2. All About Art – 4:41 (Sergio Mihanovich)
3. People – 5:15 (Jule Styne)
4. Saucer Eyes – 4:48 (Randy Weston)

Edizione CD del 1998, pubblicato dalla Gambit Records
1. Happy Feet – 4:43 (Tom McIntosh)
2. Hyacinth – 5:02 (Dennis Sandole)
3. Ally – 6:51 (Tom McIntosh)
4. Minuet in G – 4:51 (Tom McIntosh)
5. All About Art – 4:45 (Sergio Mihanovich)
6. People – 5:18 (Jule Styne)
7. Saucer Eyes – 4:54 (Randy Weston)
8. Summertime – 4:48 (George Gershwin, Ira Gershwin) – Bonus Track
9. Bess, You Is My Woman – 3:06 (George Gershwin, Ira Gershwin) – Bonus Track
10. I Loves You Porgy – 4:59 (George Gershwin, Ira Gershwin) – Bonus Track
11. I Got Plenty of Nothing – 2:51 (George Gershwin, Ira Gershwin) – Bonus Track
12. Bess, Oh Where Is My Bess – 2:17 (George Gershwin, Ira Gershwin) – Bonus Track
13. Redhead Woman – 2:24 (George Gershwin, Ira Gershwin) – Bonus Track
14. My Man's Gone Now – 3:25 (George Gershwin, Ira Gershwin) – Bonus Track
15. It Takes a Long Pull to Get There – 2:51 (George Gershwin, Ira Gershwin) – Bonus Track
16. It Ain't Necessarily So – 3:10 (George Gershwin, Ira Gershwin) – Bonus Track
17. There's a Boat That's Leaving Soon for New York – 3:13 (George Gershwin, Ira Gershwin) – Bonus Track[3]

- Brani 8, 9, 11, 13, 14, 15 e 16: registrati il 16 e 17 luglio 1958 a New York (Mundell Lowe and His All Stars)
- Brani 10, 12 e 17: registrati il 3 ottobre 1958 a New York (Mundell Lowe Trio)

## Musicisti
Brani A1, A3, B2 e B3
- Art Farmer - flicorno
- Charles McPherson - sassofono alto
- Tommy Flanagan - pianoforte
- Steve Swallow - contrabbasso
- Bobby Thomas - batteria

Brani A2, B1 e B4
- Art Farmer - flicorno
- Charles McPherson - sassofono alto
- Tommy Flanagan - pianoforte
- Ron Carter - contrabbasso
- Bobby Thomas - batteria[2]

Brani CD 8, 9, 11, 13, 14, 15 e 16
- Art Farmer - tromba
- Mundell Lowe - chitarra
- Don Elliott - mellophone, vibrafono
- Tony Scott - clarinetto, sassofono baritono
- Ben Webster - sassofono tenore
- George Duvivier - contrabbasso
- Osie Johnson - batteria

Brani CD 10, 12 e 17
- Mundell Lowe - chitarra
- George Duvivier - contrabbasso
- Ed Shaughnessy - batteria, vibrafono[4]